# 歐洲標準委員會

歐洲標準委員會鋁回收的標誌。

歐洲標準委員會（CEN ）是一個公共標準組織，其使命為透過提供有效的基建予研發、維護和發表一致標準和規範的相關人員和機構，以促進環球貿易中歐洲單一巿場乃至整個歐洲大陸經濟、並歐洲人民的福祉和環境。
CEN成立於1961年，其34成員國共同在各範疇中制定歐洲標準（EN），以建立商品和服務的歐洲共同巿場，並使歐洲在全球經濟中定位。 CEN被歐盟，歐洲自由貿易聯盟和英國正式認可為歐洲的標準機構；其他歐洲的官方標準機構包括歐洲電工技術標準委員會（CENELEC）和歐洲電信標準協會（ETSI）。  
CEN 網絡由超過200,000名技術專家及商會、消費者和其他社會利益機構所組成，覆蓋人口達6億。CEN是電工（CENELEC）和電訊（ETSI）以外的行業的官方認可的標準化代表。1999年2月12日，歐洲議會在一項決議中指出，上述三個機構可以合作順暢，將之合併並不會有明顯的優勢。 
CEN由34個成員由成員國的標準機構組成，這些國家分别是歐盟的27個成員國、歐洲自由貿易聯盟（EFTA）中的其中三國、英國及其他與歐洲經濟高度融合的國家。 CEN通過促进自由貿易、工人和消費者的安全、網絡間的互操作性、環境保護，研發計劃和公共採購技術標準（EN標準），為歐盟和歐洲經濟區的目標作出貢獻。在《建築商品指令》下，不同國家的建築材料和產品的標準得以協調，此乃CEN於調和標準的一個例子。 CE標誌則是製造商對產品符合所有相關歐盟指令的聲明。
CEN與CENELEC共同擁有「Keymark」。Keymark 為自願的商品和服務品質保證標誌，帶有Keymark的產品代表符合各項歐洲標準。

## 組成

### 成員
現時的CEN成員（Member）包括以下這些國家的標準機構：
- 所有歐盟成員國；
- 歐洲自由貿易聯盟中的三國：冰島、挪威、瑞士；和
- 其他國家：英國，北馬其頓，土耳其，塞爾維亞。 [5]

每個國家均有一個標準機構代表。

### 附屬成員
任何歐盟的準候選成員國（potential candidate countries），其國家標準機構均可以附屬成員（Affiliate）身份加入CEN。目前的附屬成員包括阿爾巴尼亞、 波斯尼亞與黑塞哥維那和黑山標準機構。

### 合作機構
合作標準機構（Companion Standardization Body，CSB）則開放予國際標準化組織的成員機構加入，現在包括世界18國的標準機構。

## 維也納協定
維也納協定由CEN和國際標準化組織（ISO）於1991年簽署，並於2000年代中期生效。其主要目的是避免在CEN和ISO之間出現重覆以至互相衝突的標准。過去十年，CEN採用了許多ISO標準，用以取代相應的CEN標準。

## 外部連結
- European Committee for Standardization
- 欧盟委员会：企业和行业：欧洲标准：欧盟标准政策首页
- W3J Com： EN标准所有EN（CEN）发布的标准的列表。 （不完整）
- NORMAPME （页面存档备份，存于）欧洲手工业，贸易和中小型企业标准化办公室
- 游乐场设备安全认证样本